# Tjakkatjakka Ston
Tjakkatjakka Ston es una villa en la municipalidad de Coppename en el distrito de Sipaliwini en Surinam. En su vecindad fluye el río Coppename. Se encuentra ubicada próxima a la carretera denominada Ruta Este-Oeste del Sur (Paramaribo-Zanderij-Bitagron-Apoera) y a unos 170 km al suroeste de Paramaribo. 
Entre las villas y poblados vecinos se encuentran Fossi Bergi (33 km), Corneliskondre (17 km), Sabaroe (6 km), Heidoti (antiguo; 5 km) y Bitagron (4 km).